# Formacja roślinna
Formacja roślinna – najbardziej ogólnie ujmowany typ zbiorowiska roślinnego, typowy dla danego regionu świata, o przewadze form roślinnych o tym samym typie wzrostu. Rośliny wchodzące w jego skład mają podobne wymagania w stosunku do gleby, klimatu i czynników abiotycznych. Przykładami formacji roślinnych są: tundra, bór, las liściasty strefy umiarkowanej, las deszczowy, step, sawanna.
Główne strefy klimatyczne pokryte są charakterystycznymi dla siebie formacjami roślinnymi, które można też określi mianem "stanowisk zdominowanych przez określone formy roślinne, żyjące w podobnym środowisku". Formacja roślinna wraz z charakterystycznymi żyjącymi na jej obszarze,  i wywierającymi istotny wpływ na samą formację, zwierzętami i innymi organizmami tworzy zespół biotyczny, który jest określany ogólnie jako "duży zespół roślin i zwierząt", a jego szczególnym przypadkiem, mniej ogólnym jest biom.
Ekolodzy angielskojęzyczni używają często wymiennie określenia formacja roślinna i biom; na ogół jednak rozumie się pod tym pojęciem pewne charakterystyczne zbiorowisko roślin i zwierząt.
Określenia formacja roślinna nie należy mylić z określeniem zespół roślinności, które oznacza najmniejszą uchwytną jednostkę roślinności - naturalny zbiór osobników różnych gatunków zajmujących jeden biotop.
Pojęcie formacji fitogeograficznej na określenie zgrupowania roślin o dającej się wyróżnić fizjonomii, jak łąka czy las, ukuł August Grisebach w 1836 r.